# Нива (Омская область)
Нива — деревня в Омском районе Омской области России, входит в состав Розовского сельского поселения.
Население 238 чел. (2010) .

## География
Населённый пункт находится на юге центральной части Омской области, в лесостепной зоне, в пределах Барабинской низменности.

## Население
| 2006 | 2010 |
| ---- | ---- |
| 242  | ↘238 |

Гендерный состав
По данным Всероссийской переписи населения 2010 года в гендерной структуре населения из 238 человек мужчин — 121, женщин — 117	(50,8 и 49,2 % соответственно)
Национальный состав
Согласно результатам переписи 2002 года, в национальной структуре населения русские составляли 90 % от общей численности населения в 229 чел..

## Инфраструктура
Развитое сельское хозяйство. Личное подсобное хозяйство.

## Транспорт
Автодорога «Розовка — Нива» (идентификационный номер 52 ОП МЗ Н-358) длиной 8,74 км..